# Società Piemontese Automobili
Società Piemontese Automobili. (SPA) — итальянская машиностроительная компания, расположенная в городе Турин. С 1947 года её активы перешли фирме FIAT.

## История
Основана в 1906 году в Турине Микеле Ансальди и Маттео Чейрано (брат Джованни Баттиста Чейрано, также основавшего автостроительную компанию, Accomandita Ceirano & C.). На рынке была известна под торговой маркой SPA хотя, в 1909 году, после слития с Fabbrica Ligure Automobili Genova именовалась Società Ligure Piemontese Automobili. Штаб-квартира объединённой компании находилась в Генуе. Уставный капитал объединённой компании составил 4,5 млн лир.
Первые автомобили, разработанные Чейрано (28/40 HP и 60/70 HP) демонстрировались на туринском автосалоне 1907 года. С 1908 они участвуют в автогонках, так, уже в том же году занял третье место в гонке Targa Florio, а в 1909 барон Франческо Чиуппа стал победителем этого соревнования. Гонщик Руджероне в 1908 принимает участие в автопробеге Турин-Санкт-Петербург и гонке Санкт-Петербург — Москва (2-е место). Леонино ди Дзара бьёт рекорд трассы в Модене.
Под руководством инженера Аристид Фаччиоли, главного конструктора Fiat Aviazione, начато производство авиационных двигателей, что позволило осуществить создание первого самолёта, спроектированного и построенного в Италии.
Также в 1908 году SPA приступила к разработке и производству грузовых автомобилей для участия в тендерах на поставку автотехники для министерств торговли, промышленности, сельского хозяйства и военного.
На 1914 год среди выпускаемых моделей были автомобили с двух-, четырёх- и шестицилиндровыми двигателями, с максимальным рабочим объёмом 11.536 см³. В 1916 Чейрано и Ансальди ушли из компании. В том же 1916-м SPA получила в своё управление, а в 1917-м поглотила фирму Aquila Italiana.
После Первой мировой войны был продолжен выпуск довоенных моделей (25/30 HP и 14/16 HP).
В 1921 была приобретена туринская фирма Rapid, созданная Джованни Чейрано в 1904. Её торговая марка перешла другой фирме — Cyclecar Italiano Petromilli. Одной из крупных сделок того периода стал заказ у фирмы Carrozzeria Bertone кузовов для спортивной версии SPA 23 S («Torpedo») в 1920/21
С 13 февраля 1923 года головной офис компании вновь оказался в Турине. Начался выпуск новых спортивных моделей (Tipo 23, Tipo 24 и Tipo 25), на самой продвинутой из них стоял 6-цилиндровый 24-клапанный двигатель с двумя распредвалами.
В 1926 году, из-за финансовых трудностей, возникших по причине краха «Banca Nazionale di Sconto», SPA вошла в группу FIAT. Производство гражданских легковых автомобилей было прекращено, далее фирма занималась выпуском армейских грузовиков и тягачей для Regio Esercito (итальянской Королевской армии).
В 1932 году в состав SPA вошла компания SCAT-Ceirano, созданная ранее в результате объединения двух фирм, ранее основанных другим братом Маттео Чейрано — Джованни. В 1935 году старые заводы SCAT-Ceirano были реквизированы для нужд армии.
После Второй мировой войны выпуск легковых машин временно возобновился, но уже в 1947 году SPA была окончательно поглощена фирмой FIAT, её марка использовалась до 1949 года.

## Продукция фирмы

### Автомобили
- 28/40 HP
- 50 HP
- 60/70 HP
- 25/30 HP
- 14/16 HP
- Tipo 23
- Tipo 23 S
- Tipo 24
- Tipo 25

### Авиационные моторы
- SPA 6A

### Военная техника
В т.ч выпускавшаяся SPA в составе фирмы FIAT:
- SPA 8000
- SPA 9000 (1911)
- Dovunque 35
- Dovunque 35 protetto
- Dovunque 41
- 25C/10 (1924)
- 36R
- 38R
- S37
- AS37
- AS42
- AS43
- CL39
- TL37
- TM40
- A-10000